# Cranfills Gap
Cranfills Gap – miasto w Stanach Zjednoczonych, w stanie Teksas, w hrabstwie Bosque.